# Jiří Setínský
Jiří Setínský (* 28. srpna 1944) je bývalý český fotbalista, obránce.

## Fotbalová kariéra
Hrál za TJ Sklo Union Teplice. V československé lize nastoupil ve 129 utkáních. V Poháru UEFA nastoupil v 2 utkáních. Kariéru končil ve Hvězdě Trnovany.

## Ligová bilance
| Ročník                                   | Zápasy | Góly | Klub                  |
| ---------------------------------------- | ------ | ---- | --------------------- |
| 1. československá fotbalová liga 1965/66 | 21     | 0    | TJ Sklo Union Teplice |
| 1. československá fotbalová liga 1966/67 | 12     | 0    | TJ Sklo Union Teplice |
| 1. československá fotbalová liga 1967/68 | 12     | 0    | TJ Sklo Union Teplice |
| 1. československá fotbalová liga 1968/69 | 25     | 0    | TJ Sklo Union Teplice |
| 1. československá fotbalová liga 1969/70 | 8      | 0    | TJ Sklo Union Teplice |
| 1. československá fotbalová liga 1970/71 | 12     | 0    | TJ Sklo Union Teplice |
| 1. československá fotbalová liga 1971/72 | 8      | 0    | TJ Sklo Union Teplice |
| 1. československá fotbalová liga 1972/73 | 16     | 0    | TJ Sklo Union Teplice |
| 1. československá fotbalová liga 1973/74 | 14     | 0    | TJ Sklo Union Teplice |
| 1. československá fotbalová liga 1974/75 | 11     | 0    | TJ Sklo Union Teplice |
| CELKEM                                   | 129    | 0    |                       |